# Raynere Thornton
Raynere Thornton (Marietta, Georgia, 14 de septiembre de 1995) es un baloncestista estadounidense que actualmente forma parte de la plantilla del New Taipei CTBC DEA de la liga de Taiwán. Con 1,96 metros de estatura, juega en la posición de escolta.

## Trayectoria deportiva

### Universidad
Jugó dos años en el Gordon State College de Barnesville (Georgia), donde en su segunda temporada promedió 10,9 puntos, 11,4 rebotes y 5,9 asistencias, siendo el noveno mejor en rebotes por encuentro de toda la NJCAA.
En 2017 fue transferido a la División I de la NCAA, a los Tigers de la Universidad de Memphis, donde disputó dos temporadas más, en las que promedió 6,2 puntos, 6,1 rebotes, 1,0 Asistencias y 1,0 robos de balón por partido.

### Profesional
Tras no ser elegido en el draft de la NBA de 2019, realizó una prueba en el mes de octubre con los Memphis Hustle de la G League, equipo que finalmente se hizo con sus servicios. Acabó la temporada promediando 3,7 puntos y 2,7 rebotes por encuentro.
El 23 de febrero de 2021, firma por el KK Rabotnički de la ABA Liga 2.